# المراقب (إب)

تعديل مصدري - تعديل

المراقب محلة تابعة لقرية الجبانة، التابعة لعزلة بني مدسم بمديرية إب إحدى مديريات محافظة إب في الجمهورية اليمنية.، بلغ تعداد سكانها 53 حسب تعداد اليمن لعام 2004.